# Goralı

Goralı és un petit restaurant de menjar ràpid (büfe) establert a Ankara el 1945 i després traslladat a Istanbul el 1961, famos pel sandvitx epònim de salsitxa (sosis) i un puré especial.
El nom ve de Gora, una regió de l'antiga Iugoslàvia, i significa gorani en turc. Aquesta salsitxa és de carn de bou i es cuina en aigua amb una salsa de salça de tomaquet, all i altres ingredients. Es serveix amb un puré que es fa mesclant mandonguilles petites (fetes amb carn, bulgur i especies) amb una mena d'amanida russa sense pésol. També s'afegeixen trossos de cogombre envinagrat.
El büfe original d'Ankara va servir al llarg de 66 anys, sempre a la Avinguda de Sakarya, en el barri de Kızılay, i va tancar el 2011. El restaurant a Istanbul és al barri de Fındıkzade, a la part europea de la ciutat, i continua sent operat per la mateixa familia Goralı (el seu cognom). El sandwich Goralı es ven més o menys amb la recepta original en molts llocs de Turquia.
El nom de Goralı va inspirar la pel·lícula turca, G.O.R.A. de Cem Yılmaz.